# Pattinamkattan
Pattinamkattan es una ciudad censal situada en el distrito de Ramanathapuram en el estado de Tamil Nadu (India). Su población es de 17601 habitantes (2011). Se encuentra a 4 km de Ramanathapuram y a 115 km de Madurai.

## Demografía
Según el censo de 2011 la población de Pattinamkattan era de 17601 habitantes, de los cuales 8984 eran hombres y 8617 eran mujeres. Pattinamkattan tiene una tasa media de alfabetización del 93,41%, superior a la media estatal del 80,09%: la alfabetización masculina es del 96,68%, y la alfabetización femenina del 89,99%.